# Target, Allier
Target là một xã ở tỉnh Allier thuộc miền trung nước Pháp.